# 最后一炮
《最后一炮》是由小笼包网络开发的3D多人在线第三人称射击游戏。《最后一炮》共有中、美、欧盟、俄、中东五大阵营，游戏目前还在封闭性测试阶段。完成后的游戏中载具体系分为海陆空三大类，而其中陆战载具有步战车、主战坦克、火力支援车等三种类型近百款武器。游戏使用了物理引擎，在目前的测试版本中支持5V5玩家对战，并且在当前版本中具有场景破坏、动态战场等特性。

## 游戏背景
2020年，中国某陆战机动部队执行一项绝密任务，遭遇多国军队阻挠，由此爆发现代战争。玩家将作为一名前线军人亲身参与到此次战争，体验各国高端载具的对抗。
目前有中、俄、北約、韓、土耳其等幾陣營坦克可選擇，少輛坦克有雞年與狗年特殊塗裝版，另外裝甲車、輪式突擊炮等車輛也加入戰場，防護力上低於坦克但有其他方面優勢。

## 问题
- 不具有语音系统使得游戏性减弱。针对高端玩家，不支持1080p分辨率，也成为不足之一。而且游戏整体目前完成度较低，只有陆上作战开放[4]。
- 有玩家指出游戏中现役坦克并未得到授权并据此提问，但未获得正面回答[5]。